# Gilbert Clain
Pour les articles homonymes, voir Clain (homonymie).
Gilbert Clain est un sculpteur français né le 17 août 1941 à la Saint-Louis (La Réunion) où il est mort le 21 avril 2021,. 

## Biographie
Planteur de canne à sucre puis tailleur de pierre à l'origine, il dispose d'une galerie d'art à Îlet Furcy, un îlet de la route de Cilaos. Il est l'un des plus connus des sculpteurs réunionnais. Ses œuvres, en bois, basalte ou corail, sont exposées dans les musées de l'île, notamment au musée Léon-Dierx, au Fonds régional d'art contemporain de la Réunion et au musée de Saint-Pierre.